# Eklektikus nyelv
Az eklektikus nyelv olyan mesterséges nyelv, amelynek a szerkesztésekor alapul vett forrásnyelvek nem egy nyelvcsaládból származnak.
Ilyen nyelv például az eszperantó, a volapük stb.